# Trường Đại học Văn Lang
Trường Đại học Văn Lang (English:Van Lang University, Latin: Universitas Vanlangensis), thường được gọi tắt là VLU là một trường đại học tư thục đa ngành ở Thành phố Hồ Chí Minh, Việt Nam. Thành lập năm 1995 và được đặt theo tên của nhà nước đầu tiên trong lịch sử Việt Nam, Văn Lang. VLU nổi tiếng nhờ đạt vị trí cao trong các bảng xếp hạng đại học quốc tế, cũng như trong hoạt động nghiên cứu và giáo dục các ngành nghệ thuật, thiết kế, xã hội nhân văn và truyền thông.
Năm 2025, VLU đứng thứ 51-100 thế giới về lĩnh vực Nghệ thuật trình diễn (Performing Arts) và top 101-150 thế giới lĩnh vực Thiết kế (Art & Design) trong bảng xếp hạng các trường đại học danh tiếng nhất trên thế giới theo bảng xếp hạng đại học QS World University Ranking. VLU được đánh giá là một trong những trường đào tạo về thiết kế hàng đầu thế giới. 

## Lịch sử
Đại học Văn Lang được thành lập theo Quyết định số 71/TTg của Thủ tướng Chính phủ vào ngày 27 tháng 01 năm 1995, với loại hình dân lập. Vào ngày 17 tháng 09 năm 1995, Văn Lang khai giảng khóa đầu tiên với 4.569 sinh viên tại Học viện Hành chính Quốc gia.
Tháng 11 năm 1995, Đoàn Thanh niên Cộng sản Hồ Chí Minh Trường Đại học Dân lập Văn Lang được thành lập. Tháng 4 năm 1997, Đảng ủy Trường Đại học Văn Lang thành lập.
Tháng 9 năm 1999, Văn Lang tổ chức Lễ Tốt nghiệp Khóa đầu tiên cho 103 sinh viên đầu tiên tại Nhà hát Hòa Bình. Cùng năm, ngày 18 tháng 11 năm 1999, Văn Lang sở hữu cơ sở đào tạo đầu tiên tại số 45 Nguyễn Khắc Nhu, Quận 1, Thành phố Hồ Chí Minh. Đến tháng 7 năm 2000, Văn Lang mua và cải tạo khu nhà 233A Phan Văn Trị, Quận Bình Thạnh, trở thành Cơ sở 2.
Ngày 19 tháng 01 năm 2002, Hội Sinh viên Trường Đại học Dân lập Văn Lang được thành lập, đánh dấu sự phát triển của các hoạt động sinh viên.
Đáng chú ý, vào năm 2008, Đại học Văn Lang đã ký hợp tác với Đại học Carnegie Mellon (CMU, Hoa Kỳ) để phát triển chương trình Kỹ thuật phần mềm.
Ngày 14 tháng 10 năm 2015, Đại học Văn Lang chuyển đổi loại hình sang tư thục theo Quyết định số 1755/QĐ-TTg của Thủ tướng Chính phủ, đánh dấu một bước ngoặt trong mô hình quản lý và phát triển của trường.
Từ năm 2016, Đại học Văn Lang tiến hành hiện đại hóa cơ sở vật chất và nâng cao chất lượng giáo dục. Ngày 24 tháng 02 năm 2017, Văn Lang khởi công xây dựng Cơ sở 3 quy mô lớn tại Quận Gò Vấp. 
Năm 2018, Văn Lang là một trong hai trường đại học tại Thành phố Hồ Chí Minh nhận được bằng khen của Bộ Giáo dục và Đào tạo về thành tích xuất sắc trong phong trào "Đổi mới, sáng tạo trong dạy và học".
Tháng 11 năm 2020, Đại học Văn Lang kỷ niệm 25 năm thành lập và được trao Huân chương Lao động hạng Ba. Văn Lang cũng đạt được Chứng nhận Kiểm định Quốc gia cho các ngành Kế toán, Ngôn ngữ Anh và Quản trị Khách sạn.
Hiện nay, Đại học Văn Lang không ngừng nâng cao vị thế trên các bảng xếp hạng quốc tế. Trường được xếp hạng trong Top 1001-1200 các trường đại học hàng đầu thế giới theo QS World University Rankings 2026 và Top 601-800 theo THE Impact Rankings 2025, đồng thời nằm trong Top 51-100 thế giới theo QS WUR Ranking By Subject và Top 86 khu vực Đông Nam Á. Với hơn 120 chương trình đào tạo đại học và sau đại học, cùng cộng đồng học thuật hơn 80.000 người.

## Học thuật

### Dạy và học
Văn Lang là một trường đại học đa ngành, gồm 7 lĩnh vực đào tạo, cung cấp 60 chuyên ngành đại học, 16 chương trình đặc biệt, 30 chương trình liên kết quốc tế, 16 chương trình đào tạo trình độ Thạc sĩ và 1 chương trình đào tạo trình độ Tiến sĩ. Tính đến 2025, Văn Lang đã cấp hơn 65.000 bằng đại học và sau đại học.
Chương trình tiêu chuẩn kéo dài 4 đến 5 năm. Để tốt nghiệp theo đúng lộ trình, sinh viên thường học 3 học kỳ trong 1 năm. Trong hầu hết các chuyên ngành, chương trình đặc biệt (chương trình danh dự; English: Honors Programs) yêu cầu các môn học nâng cao và trình độ tiếng Anh cao cấp.

### Khoa và viện đào tạo
Đại học Văn Lang gồm 26 khoa, 10 viện cùng nhiều phòng ban, bao gồm:
- Khoa Ngoại ngữ
- Khoa Luật
- Khoa Kiến trúc
- Khoa Kế toán - Kiểm toán
- Khoa Quan hệ công chúng - Truyền thông
- Khoa Kỹ thuật Ô tô
- Khoa Xây dựng
- Khoa Môi trường
- Khoa Công nghệ Thông tin
- Khoa Âm nhạc, Sân khấu, Điện ảnh
- Khoa Mỹ thuật và Thiết Kế
- Khoa Thương mại
- Khoa Công nghệ Sáng tạo
- Khoa Xã hội và Nhân văn
- Khoa Công nghệ Ứng dụng
- Khoa Điều dưỡng
- Khoa Kỹ thuật Y học
- Khoa Răm Hàm Mặt
- Khoa Du lịch
- Khoa Quản trị Kinh doanh
- Khoa Tài chính - Ngân hàng
- Khoa Y
- Khoa Kỹ thuật Cơ - Điện và Máy tính
- Khoa ngôn ngữ và Văn hoá Hàn Quốc
- Viện sau Đại học
- Viện Ngôn ngữ Văn Lang
- Viện Đào tạo Văn hóa Nghệ thuật và Truyền thông (ICAM)
- Viện Tiên tiến Khoa học và Công nghệ (STAI)
- Viện Nghiên cứu Di sản Văn hóa và Phát triển (INCHES)
- Viện Công nghệ Vật liệu Tiên tiến (IAM-TECH)
- Viện Khoa học Tính toán và Trí tuệ Nhân tạo (COSARI)
- Viện Di sản Văn Lang
- Viện Đào tạo Quốc tế (IEI)
- Viện Khoa học Công nghệ ứng dụng[8]

### Nghiên cứu
Các trọng tâm nghiên cứu chính tại Văn Lang tập trung đào sâu vào các lĩnh vực như khoa học tính toán, công nghệ AI, môi trường, y tế, kinh doanh và nhân văn.
Từ năm 1999 đến nay, Văn Lang đã ký kết hợp tác (MOU/MOA) giảng dạy và nghiên cứu với hơn 400 đối tác trong và ngoài nước, với riêng trong năm 2021-2022 có đến 100 MOU/MOA được ký kết.

## Khuôn viên
Đại học Văn Lang có một hệ thống cơ sở vật chất hiện đại và được đầu tư mạnh mẽ, bao gồm 3 cơ sở tại Thành phố Hồ Chí Minh, được thiết kế để phục vụ đa dạng nhu cầu học tập, nghiên cứu và sinh hoạt của sinh viên và giảng viên.

### Cơ sở chính
Đây là trung tâm hoạt động học thuật và hành chính lớn nhất của Đại học Văn Lang. Có diện tích 11,2 ha theo mô hình khu phức hợp đại học quốc tế. 
Khuôn viên này bao gồm nhiều tòa nhà hiện đại, được thiết kế để phục vụ đa dạng các ngành học và hoạt động. Các giảng đường rộng rãi, phòng học được trang bị công nghệ tiên tiến, cùng với các phòng thí nghiệm, xưởng thực hành chuyên biệt cho các ngành kỹ thuật, công nghệ, kiến trúc, mỹ thuật và khoa học sức khỏe. 
Điểm nhấn của khuôn viên chính còn nằm ở Thư viện hiện đại, một trung tâm tri thức với không gian đọc đa dạng và nguồn tài liệu phong phú, hệ thống thư viện đồ sộ. Hội trường Trịnh Công Sơn với kiến trúc độc đáo là nơi diễn ra các sự kiện lớn của trường. Khuôn viên tích hợp nhà thi đấu đa năng, ký túc xá, các khu vực sinh hoạt chung, kết hợp giữa không gian học thuật và sinh hoạt tạo nên một môi trường học tập và sinh sống toàn diện.

#### Địa chỉ:
- Cổng 1: 69/68 Đặng Thuỳ Trâm, phường Bình Lợi Trung, TP.HCM
- Cổng 2: 80/68 Dương Quảng Hàm, phường An Nhơn, TP.HCM[9]

### Cơ sở 1
Địa chỉ: 45 Nguyễn Khắc Nhu, phường Cầu Ông Lãnh, TP.HCM
Đây là cơ sở có lịch sử lâu đời của trường, là một trong những cơ sở đầu tiên của Đại học Văn Lang. Vị trí trung tâm của nó mang lại sự thuận tiện trong việc tiếp cận các tiện ích đô thị và giao thông.
Mặc dù có quy mô nhỏ hơn so với Cơ sở chính, Cơ sở 1 vẫn đóng vai trò quan trọng trong các hoạt động đào tạo và hành chính của trường. Các tòa nhà tại đây có thể bao gồm các phòng học, văn phòng khoa, và các đơn vị chức năng khác. Cơ sở 1 mang trong mình dấu ấn lịch sử những giai đoạn đầu phát triển của Văn Lang.

### Cơ sở 2
Địa chỉ: 233A Phan Văn Trị, phường Bình Lợi Trung, TP.HCM
Là một cơ sở khác của Đại học Văn Lang tại quận Bình Thạnh, gần với khuôn viên chính. Cơ sở này hỗ trợ thêm không gian cho các hoạt động đào tạo và học tập của trường, góp phần mở rộng năng lực đào tạo của Văn Lang. Đồng thời tập trung vào việc phát triển mô hình trường học - bệnh viện. Bệnh viện Quốc tế, Phòng khám Đa khoa Văn Lang Healthcare.

### Ký túc xá
Hệ thống ký túc xá hỗ trợ sinh viên trong quá trình học tập và sinh hoạt, đặc biệt là các sinh viên đến từ các khu vực xa. Ký túc xá chính của trường được đặt tại Cơ sở 3, Được xây dựng với các tiêu chuẩn nhằm đảm bảo điều kiện sống cơ bản và tiện nghi cho sinh viên. Các phòng ở được bố trí giường tầng, tủ cá nhân, bàn học và ghế. Hệ thống phòng vệ sinh và phòng tắm được tích hợp hoặc bố trí tại các khu vực chung, đảm bảo các tiêu chuẩn vệ sinh. Ngoài ra, còn có một Ký túc xá phụ với 6 tầng và 82 phòng, tại 160/63A Phan Huy Ích, P. An Hội Tây, Thành phố Hồ Chí Minh.

## Tổ chức và điều hành
Đại học Văn Lang được tổ chức và điều hành theo mô hình hiện đại của một trường đại học tư thục, đảm bảo tính tự chủ cao trong hoạt động học thuật và quản lý, đồng thời tuân thủ các quy định của pháp luật Việt Nam về giáo dục đại học.

### Hội đồng Trường
Hội đồng Trường là cơ quan quyền lực cao nhất của Đại học Văn Lang, bao gồm các nhà giáo dục tâm huyết, những người luôn cống hiến, cam kết duy trì tầm nhìn và giá trị của Trường Đại học Văn Lang khi trường mở rộng hơn và phát triển về quy mô và sức ảnh hưởng. Hội đồng Trường chịu trách nhiệm quyết định các vấn đề chiến lược quan trọng của nhà trường bao gồm:
- Phê duyệt phương hướng, chiến lược phát triển trường.
- Quyết định về quy chế tổ chức và hoạt động.
- Phê duyệt kế hoạch tài chính và đầu tư.
- Giám sát hoạt động của Hiệu trưởng và các đơn vị khác.
- Đề cử, miễn nhiệm Hiệu trưởng, Phó Hiệu trưởng theo quy định.[11]

### Ban Giám hiệu
Ban Giám hiệu là cơ quan điều hành trực tiếp mọi hoạt động của nhà trường, do Hiệu trưởng đứng đầu và có các Phó Hiệu trưởng hỗ trợ.
- Hiệu trưởng: Là người chịu trách nhiệm cao nhất về mọi mặt hoạt động của trường, từ đào tạo, nghiên cứu khoa học, tài chính đến công tác cán bộ. Hiệu trưởng là đại diện pháp luật của nhà trường.
- Phó Hiệu trưởng: Hỗ trợ Hiệu trưởng trong các lĩnh vực chuyên trách như đào tạo, nghiên cứu khoa học, đối ngoại, quản lý cơ sở vật chất, đời sống sinh viên.[11]

### Các Đơn vị Chức năng và Chuyên môn
Đại học Văn Lang có một hệ thống các đơn vị chức năng và chuyên môn được tổ chức khoa học để đảm bảo hoạt động hiệu quả:
- Các Khoa/Viện đào tạo: Đây là các đơn vị trực tiếp quản lý và tổ chức đào tạo các ngành học. Mỗi khoa/viện có Trưởng khoa/Viện trưởng và các Phó Trưởng khoa/Viện trưởng, cùng với đội ngũ giảng viên, nghiên cứu viên.
- Các Phòng ban chức năng: Thực hiện các nhiệm vụ quản lý, hỗ trợ và dịch vụ cho toàn trường:
  - Phòng Đào tạo: Quản lý chương trình đào tạo, lịch học, thi cử, cấp bằng.
  - Phòng Tuyển sinh và Truyền thông: Phụ trách công tác tuyển sinh, quảng bá hình ảnh trường.
  - Phòng Công tác Sinh viên: Quản lý hồ sơ, hỗ trợ đời sống, học bổng, các hoạt động ngoại khóa của sinh viên.
  - Phòng Quản lý Khoa học và Hợp tác Quốc tế: Quản lý hoạt động nghiên cứu khoa học, xúc tiến các dự án hợp tác với đối tác nước ngoài.
  - Phòng Kế hoạch - Tài chính: Quản lý ngân sách, thu chi, đầu tư của nhà trường.
  - Phòng Tổ chức - Hành chính: Quản lý nhân sự, hành chính, văn phòng phẩm, cơ sở vật chất.
  - Phòng Thanh tra và Đảm bảo Chất lượng: Đảm bảo chất lượng đào tạo và hoạt động chung của trường.
- Các Trung tâm/Viện nghiên cứu và Ứng dụng: Tập trung vào nghiên cứu chuyên sâu, chuyển giao công nghệ và cung cấp dịch vụ cho cộng đồng, doanh nghiệp.[11]

### Hội đồng Sáng lập
- Cố TS. Nguyễn Đắc Tâm – Chủ tịch Hội đồng Sáng lập Trường
- Cố TS. Bùi Quang Độ (1946-2021) – Cố Chủ tịch Hội đồng Sáng lập Trường[12]

## Cựu sinh viên đáng chú ý
Kể từ khi thành lập vào năm 1995, VLU đã có nhiều cựu sinh viên xuất sắc, những người đã và đang có những đóng góp đáng kể trong nhiều lĩnh vực khác nhau của xã hội, bao gồm nhiều giám đốc điều hành doanh nghiệp, nhà giáo dục, tư pháp và những người nổi tiếng trong nhiều lĩnh vực.
Nhân văn, âm nhạc, nghệ thuật và thiết kế
- Rapper Obito (tên thật Lý Quốc Phong) từng học ngành quan hệ công chúng Trường Đại học Văn Lang. Tuy nhiên, anh đã ngừng việc học tại trường để theo đuổi sự nghiệp âm nhạc.[13]
- Phùng Vĩ Khang: Ngành Thiết Kế Nội Thất, Giám đốc nghệ thuật chương trình Anh trai vượt ngàn chông gai.
- Ca sĩ Trúc Nhân: Ngành Thiết kế Đồ họa, ca sĩ nổi tiếng với nhiều bản hit đình đám.
- Ca sĩ Đức Phúc: Khoa Mỹ thuật Công nghiệp, quán quân Giọng hát Việt 2015, sở hữu nhiều bản hit đình đám, là một trong số 30 nam nghệ sĩ góp mặt trong mùa đầu tiên của chương trìnhh "Anh Trai Say Hi". [14]

Kinh doanh và Khởi nghiệp
Học thuật
Các ngành khoa học cơ bản và khoa học ứng ụng
Công nghệ
Thể thao
Hoạt động cộng đồng và xã hội

## Bê bối và tranh cãi

### Vụ việc thu hồi bằng tốt nghiệp do sai quy định về người ký bằng
Năm 2016, nhiều sinh viên của trường phản ánh với Báo Tuổi Trẻ về việc văn bằng tốt nghiệp được ký bởi TS. Nguyễn Đắc Tâm, Hiệu trưởng tạm quyền của trường.
Theo đó, sau khi được công nhận chuyển đổi mô hình từ "Đại học dân lập" sang "Đại học Tư thục" vào tháng 10/2015, Hội đồng Trường và Hội đồng Quản trị đã bầu ông Nguyễn Đắc Tâm, Tiến sĩ, Phó Hiệu trưởng nhà trường, giữ chức vụ Hiệu trưởng vào tháng 2/2016. Trong thời gian chờ đợi Quyết định công nhận chức vụ Hiệu trưởng của các cấp có thẩm quyền, Hội đồng Quản trị ra quyết định giao TS. Nguyễn Đắc Tâm giữ chức vụ "Quyền Hiệu trưởng" để thực hiện các nghĩa vụ với người học, bao gồm thẩm quyền ký tên văn bằng. 
Theo lý giải của lãnh đạo nhà trường, việc TS. Nguyễn Đắc Tâm ký tên văn bằng là hoàn toàn hợp lệ do ông Tâm hiện đang giữ chức vụ Phó Hiệu trưởng nhà trường, việc ghi chức danh "Q.Hiệu trưởng" trên văn bằng chỉ mang tính chất tượng trưng trong thời gian chờ đợi quyết định công nhận Hiệu trưởng. 
Tuy nhiên, phản hồi từ Vụ Pháp chế - Bộ GD&ĐT cho biết khi chưa có quyết định công nhận chức danh Hiệu trưởng/Quyền Hiệu trưởng từ các cấp có thẩm quyền, trong trường hợp của Trường ĐH Văn Lang là UBND TP.HCM và Bộ GD&ĐT, Phó Hiệu trưởng có thẩm quyền ký tên văn bằng với chức danh "KT.Hiệu trưởng - Phó Hiệu trưởng". Ngay sau đó, Bộ GD&ĐT đã yêu cầu trường phải có nghĩa vụ cấp lại văn bằng đúng với chức danh thực tế của TS. Nguyễn Đắc Tâm nhằm đảm bảo quyền lợi cho người học.

### Vụ việc Chủ tịch Hội đồng trường bị tạm giam và khởi tố
Ngày 15/1/2023, Cơ quan Cảnh sát Điều tra - Bộ Công an đã ra quyết định khởi tố, bắt tạm giam ông Nguyễn Cao Trí, Tiến sĩ, Chủ tịch Hội đồng trường Đại học Văn Lang, về tội lạm dụng tín nhiệm chiến đoạt tài sản. 
Nguyễn Cao Trí là Chủ tịch Tập đoàn Capella Holdings, đồng thời là Chủ tịch Tập đoàn Đầu tư & Quản lý Giáo dục Văn Lang, đơn vị chủ quản trường Đại học Văn Lang. Theo kết luận của Bộ Công an, ông Trí có liên quan đến vụ việc chiếm đoạn hơn 40 triệu USD của bà Trương Mỹ Lan, cựu Chủ tịch tập đoàn Vạn Thịnh Phát. Ngoài ra, ông Nguyễn Cao Trí cũng nhận các cáo buộc hối lộ các quan chức cấp cao, Thanh tra Chính phủ liên quan đến việc khởi động, vận hành và mua bán trái phép dự án Sài Gòn - Đại Ninh tại Lâm Đồng.
Sau khi có Quyết định Khởi tố từ Bộ Công an, đại diện trường Đại học Văn Lang cho biết Hội đồng trường đã tiến hành xem xét và ra quyết định miễn nhiệm tư cách Chủ tịch Hội đồng trường của ông Nguyễn Cao Trí, đồng thời tiến hành biểu quyết và thống nhất bầu bà Bùi Thị Vân Anh giữ chức vụ này. Đáng chú ý, bà Vân Anh cũng chính là vợ hợp pháp của ông Trí, là đồng sở hữu Công ty Cổ phần Đầu tư & Quản lý Giáo dục Văn Lang.

### Vụ việc miễn nhiệm Trưởng khoa Du lịch
Ngày 14/9/2023, Báo Tuổi Trẻ đưa tin Trường Đại học Văn Lang vừa ra quyết định miễn nhiệm chức vụ trưởng khoa Du lịch của ông Lê Minh Thành, Tiến sĩ. Quyết định này được đưa ra dựa trên đơn xin từ nhiệm chức vụ trưởng khoa của ông Thành, gửi đến Ban Giám hiệu trường vào ngày 31 tháng 8.
Trước đó, trong nhóm Liêm Chính Khoa Học trên nền tảng Facebook xuất hiện thông tin tố TS. Lê Minh Thành, trưởng khoa Du lịch trường Đại học Văn Lang, sử dụng bằng Tiến sĩ do cơ sở giáo dục nước ngoài cấp nhưng chưa được công nhận tại Việt Nam. Trong thông tin giảng viên, ông Thành kê khai mình được cấp bằng Thạc sĩ tại Đại học Melbourne (Úc) năm 2010 và bằng Tiến sĩ Quản trị tại trường SMC (Thuỵ Sĩ) vào năm 2017. Theo lý giải của ông Thành, đây là chương trình đào tạo thí điểm kết hợp cả trực tuyến và trực tiếp tại Mỹ hoặc Thuỵ Sĩ. Tuy nhiên, các thông tin trong cộng đồng Liêm Chính Khoa Học cho biết trường SMC là 1 trung tâm phân phối các khoá học đào tạo trực tuyến, các văn bằng của trường này cấp hầu như không được công nhận ở khu vực Châu Âu. Ngoài ra, nếu chiếu theo quy định hiện hành của Bộ GD&ĐT Việt Nam, các bằng được cấp do hình thức học từ xa, học trực tuyến sẽ không được công nhận.
Mặc dù chưa thực hiện việc công nhận văn bằng do các cơ sở giáo dục nước ngoài cấp theo quy định của Việt Nam, tháng 8/2019, ông Thành về công tác tại Trường Đại học Văn Lang và được phân công giữ chức vụ Trưởng khoa Du lịch. Đồng thời, ông cũng đảm nhận 1 số học phần trong chương trình đào tạo Thạc sĩ Du lịch tại trường này. Thông tin từ lãnh đạo nhà trường cho biết, trường đã có công văn yêu cầu ông Thành thực hiện công nhận văn bằng nhưng được ông phản hồi là "đang tiến hành thủ tục công nhận". Tuy nhiên, theo phản hồi từ bà Trần Thị Ngọc Bích - giám đốc Trung tâm Công nhận văn bằng (Cục Quản lý chất lượng), ông Thành chưa từng gửi hồ sơ hoặc trao đổi với trung tâm về đề nghị công nhận văn bằng của trường Thuỵ Sĩ cấp cho ông.